# Jiangbiao zhuan
Jiangbiao zhuan (chinesisch 江表傳 – „Bericht [aus den Ländern] jenseits des Jangtse“) ist der Titel einer chinesischen Chronik der Wu-Dynastie aus der Zeit der Drei Reiche. Sie wurde im späten 3. und frühen 4. Jahrhundert vom Beamten Yu Pu privat verfasst und ist nur fragmentarisch erhalten. Aus den Geschichtswerken der Tang-Dynastie ist bekannt, dass die Chronik ursprünglich 30 Kapitel umfasste.
Nach Yu Pus Tod überreichte sein Sohn Yu Bo die Chronik dem Kaiser Yuan von Jin (herrschte 317–322), der sie in die kaiserliche Bibliothek aufnahm. Das Interesse des Hofes an dieser Schrift hatte seinen Grund darin, dass die Regierung wenige Jahre zuvor aus dem Norden vertrieben wurde und sich nun mit der Vorgängerherrschaft am Jangtse beschäftigte.
Der Historiker Pei Songzhi, der im frühen 5. Jahrhundert aus verschiedenen Quellen die Chroniken der Drei Reiche überarbeitete, charakterisierte das Jiangbiao zhuan als verlässliche, aber wenig anteilnehmende Quelle. Die Grundlagen der Chronik identifizierte er als unterschiedlich von denen der offiziellen Chronik des Staates Wu, das Wu Shu.